# Onthophagus triarmatus
Onthophagus triarmatus là một loài bọ cánh cứng trong họ Bọ hung (Scarabaeidae).